# Hemigraphis ebracteolata
Hemigraphis ebracteolata är en akantusväxtart som beskrevs av C. B. Cl.. Hemigraphis ebracteolata ingår i släktet Hemigraphis och familjen akantusväxter. Inga underarter finns listade i Catalogue of Life.